# Glenn Ligon

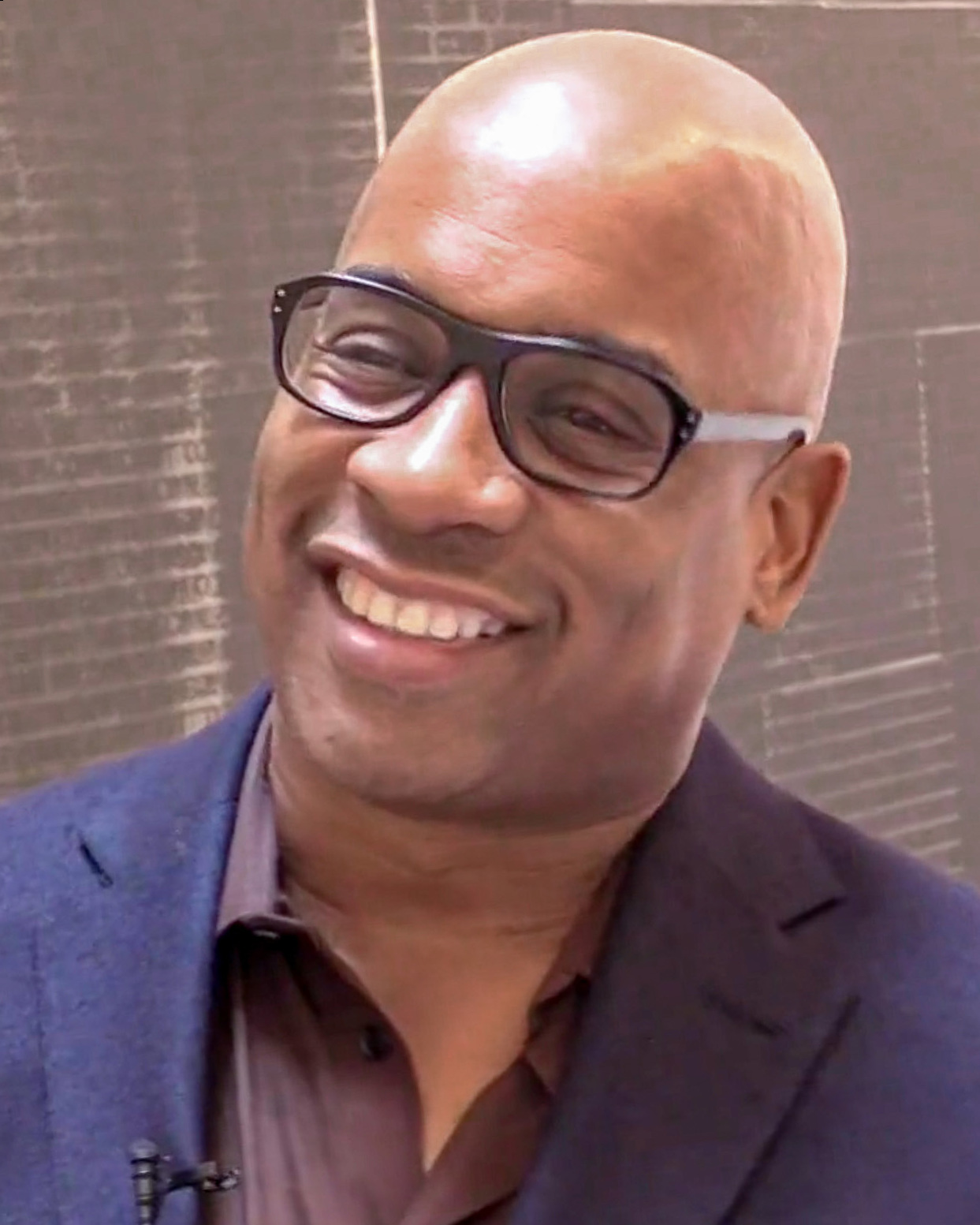
Glenn Ligon

Glenn Ligon (* 1960 in Bronx, New York City) ist ein US-amerikanischer Konzeptkünstler.

## Leben und Werk
Glenn Ligon absolvierte die Rhode Island School of Design und war Student an der Wesleyan University in Middletown. Er schloss 1982 mit dem Bachelor ab. Bis 1985 nahm er am Independent Study Program Of The Whitney Museum of American Art teil. 1989 erhielt er den National Endowment for the Arts. 2016 wurde Ligon in die American Academy of Arts and Sciences gewählt, 2021 in die American Academy of Arts and Letters.
Ligon verbindet Text, Malerei und Fotografie. Wiederkehrende Themen sind Sprache, Hautfarbe, Sexualität, Rassismus und verschiedene Fragen homosexueller, schwarzer Identität. Ligons Textbilder lassen den Betrachter darüber im Unklaren, ob er liest oder sieht. Er ist vor allem für Bilder bekannt, die seit den späten 1980er Jahren unter Verwendung von Textfragmenten aus Schriften und Reden verschiedener Figuren, darunter Jean Genet, Zora Neale Hurston, Jesse Jackson und Richard Pryor, entstanden sind.

## Ausstellungen (Auswahl)

### Einzelausstellungen
- 2012: America Whitney Museum of American Art
- 2012: America Los Angeles County Museum of Art
- 2014: Camden Arts Centre, London

### Gruppenausstellungen
- 1991, 1993: Whitney Biennial, New York City
- 1996: Biennale of Sydney, Sydney
- 1997: Biennale di Venezia, Venedig
- 2000, 2008: Gwangju Biennale, Gwangju
- 2002: Documenta11, Kassel
- 2014: Berlin Biennale, Berlin